# Armoiries de Montserrat
Le blason de Montserrat fut adopté en 1909. Il est composé d'un champ d'azur et d'une pointe de gueules. Au centre on peut voir une femme vêtue d'une tunique sinople tenant dans sa main droite une croix catholique de couleur sable et dans sa main une harpe d'or.
Ce blason souligne les liens de Montserrat avec l'Irlande. La femme levant la croix est en fait une personnification de l'Irlande et porte un nom poétique "Erin". La couleur de sa tunique et la harpe dorée sont également des symboles irlandais.
Les armoiries de Montserrat apparaissent dans le drapeau de l'Île.